# Himno de la Policia Nacional de Uruguay
El Himno de la Policía Nacional de Uruguay es la marcha oficial del Cuerpo Nacional de Policía.

## Creación
Fue creada por el General Edgardo Genta y compuesta por el Comisario Tomás Lamique Rodríguez.

## Letra
Desfilan las fuerzas del Orden,
las armas de la Libertad,
Al cielo banderas de voces,
de frente la marcha triunfal.
Honor, Disciplina Denuedo,
Consciencia del Noble Deber,
formamos la guardia del pueblo,
de paz de trabajo y de bien.
Nos aman los hombres honrados,
y el crimen nos ve con temor,
erguidos la ley escudamos,
celosos de nuestra misión.
Artigas nos fulge las almas,
y el Sol nos alumbra la faz,
de frente legión de la Patria,

del Orden y la Libertad.
- Datos: Q69946290